# 曹邵
曹邵（？—190年），字伯南。曹魏皇族，中国东汉末期人物。曹魏大司馬曹真的父亲，其女德阳乡主为曹真之妹，嫁给夏侯尚。
裴松之注引《魏書》曹真是曹操的族子（《三国志》「曹真传」）。
曹邵忠笃有才智，为曹操所亲信。初平元年（190年）曹操举兵時，曹邵响应。被豫州刺史黄琬殺害。
《三國志》裴注引魏略記載，曹真本姓秦，為曹操所收養。或有一說是其父「秦伯南」為曹操摯友。興平末年（195年），袁術部曲追擊曹操，曹操逃到秦伯南那裡，秦伯南開門接收曹操。袁術追兵問秦伯南曹操在哪，秦伯南回答：「我就是。」然後被殺。因此，曹操思秦伯南之功而收養曹真，才轉姓曹，亦將其父改為曹伯南，不過此說法與陳壽正文矛盾。
曹操因曹真年少丧父，把他作为自己的儿子抚养，与曹丕同住（《三国志》「曹真传」）。

## 脚註
1. ↑  《三国志》曹真传，裴松之注引《魏書》：曹邵以忠笃有才智，为太祖所亲信。初平中，太祖兴义兵，邵募徒众，从太祖周旋。时豫州刺史黄琬欲害太祖，太祖避之而邵独遇害。《後漢書》「献帝紀」記述189年黄琬已经从豫州牧转任司徒。
2. ↑  《三国志》曹真传，裴松之注引《魏略》：真本姓秦，养曹氏。或云其父伯南夙与太祖善。興平末（195年），袁术部党与太祖攻劫，太祖出，为寇所追，走入秦氏，伯南开门受之。寇问太祖所在，答云：“我是也。”遂害之。由此太祖思其功，故变其姓。